# Sait Altınordu
Sait Altınordu (Istanbul, 24 aprile 1912 – Smirne, 17 novembre 1978) è stato un calciatore turco, di ruolo difensore.

## Carriera
Esordì nell'Altınordu Spor Kulübü di Smirne nel 1926 a 14 anni e militò nello stesso club per 27 anni fino al 1953 quando a 41 anni si ritirò dal calcio giocato.
Gli è stato dedicato un busto a Smirne nella piazza a lui dedicata (Sait Altınordu Meydani) nei pressi della sede dell'Altınordu Spor Kulübü.
Ha giocato 4 partite con la nazionale turca fra il 1932 ed il 1937.

## Palmarès

### Competizioni nazionali
- Amatör Lig: 12

1936-1937, 1937-1938, 1939-1940, 1940-1941, 1941-1942, 1942-1943, 1944-1945, 1945-1946, 1946-1947, 1948-1949, 1950-1951, 1952-1953

### Individuali
Capocannoniere del Milli Küme Şampiyonası: 1
- 1936-1937 (13 gol)

## Statistiche

### Cronologia presenze e reti in Nazionale
| Cronologia completa delle presenze e delle reti in nazionale ― Turchia | Cronologia completa delle presenze e delle reti in nazionale ― Turchia | Cronologia completa delle presenze e delle reti in nazionale ― Turchia | Cronologia completa delle presenze e delle reti in nazionale ― Turchia | Cronologia completa delle presenze e delle reti in nazionale ― Turchia | Cronologia completa delle presenze e delle reti in nazionale ― Turchia | Cronologia completa delle presenze e delle reti in nazionale ― Turchia | Cronologia completa delle presenze e delle reti in nazionale ― Turchia |
| Data                                                                   | Città                                                                  | In casa                                                                | Risultato                                                              | Ospiti                                                                 | Competizione                                                           | Reti                                                                   | Note                                                                   |
| ---------------------------------------------------------------------- | ---------------------------------------------------------------------- | ---------------------------------------------------------------------- | ---------------------------------------------------------------------- | ---------------------------------------------------------------------- | ---------------------------------------------------------------------- | ---------------------------------------------------------------------- | ---------------------------------------------------------------------- |
| 03-08-1936                                                             | Berlino                                                                | Turchia                                                                | 0 – 4                                                                  | Norvegia                                                               | Olimpiadi 1936 - Ottavi di finale                                      | -                                                                      |                                                                        |
| Totale                                                                 |                                                                        | Presenze                                                               | 1                                                                      |                                                                        | Reti                                                                   | 0                                                                      |                                                                        |